# U19 (漫画)
『U19』（アンダーナインティーン）は、木村勇治による日本の漫画。『週刊少年ジャンプ』（集英社）において、2017年11号から同年28号まで連載された。本作は2017年に同誌で行われた「ジャンプ新連載6連弾」の第2弾として連載が開始。同誌で6本の新連載が順次開始されるのは、今世紀初である。作者の木村の初の連載作品。

## あらすじ
2036年、日本。「立派な大人の育成」という政策を掲げ、突如台頭した新政党「大人党」によって、子供たちは自由を奪われ、抑圧された生活を余儀なくされていた。それに対抗するため、特殊能力を持った子供たち「ガレージキッド」が旗を揚げ、大人党との戦いが始まる。

## 登場人物

### 主要人物
紅童 衛児（くどう えいじ）
本作の主人公。裁縫が趣味の草食系男子だが、時に大胆かつ無謀な行動を取ることも多い。現在の体制に疑問を抱き、それをしばしば口にするため、教師たちに問題視されている。幼馴染の朱梨に想いをよせている。20歳になった時は、必ずDランクになるだろうと言われている。
月野 朱梨（つきの あかり）
本作のヒロイン。紅童と同じ遠山高校に通っていたが、学校で実施された大人党の新政策「遺伝子検査」で「SSS」の結果がでたため、東京のAランク高校・陽の出高校に転校した。

### ガレージキッド
七海 夕哉（ななみ ゆうや）
紅童と同じクラスメート。遠山高校1年3組の学級委員。学校の時は非の打ち所のない優等生を演じているが、実は国家転覆を目論む子供集団「ガレージキッド」の一員。ペンを刀に変えるリビドーを持つ。愛着があるほど効果は発揮する。
安室 健（あむろ けん）
ガレキ第5支部の一員。遠山高校1年5組。大きい体のわりに小心者。ゲーム好き。
合歓木 眠久（ねむのき みんく）
ガレキ第5支部の一員。遠山高校1年5組。頭にアイマスクを付けている少女。いつも寝ている。見た夢がそのまま現実になるリビドーを持つ。当たり外れがあるらしい。
大矢 門人（だいや もんど）
ガレキの工作員。体を硬くするリビドーを持つ。
響 音羽（ひびき おとは）
ガレキの工作員。音のリビドーを持つ。

### 大人党
四木 大和（しき やまと）
大人党の党首。現・内閣総理大臣。国民をランク付けで支配し、子供たちに圧倒的な管理教育を行う絶対的トップ。表向きは国のトップを務めるが、その目的はアメリカにリベンジを果たすため戦争を企てる黒幕である。洞察力と技量は凄まじく、大矢と響の能力を瞬時に見破り、同時に弱点を見出している。
淀水 アキラ（よどみ あきら）
大人党の科学省大臣。短気で口が悪く、テンションが高いマッドサイエンティスト。ずば抜けた技術と頭脳を持ち、UFOを4年間で作り上げるが、ガレージキッドのリーダーによって破壊された。

### 遠山高校
鈴木（すずき）
遠山高校1年3組。野球部員。勉強はできないが、野球部で良い成績を残して、将来大人ランクに選別されることを目指している。友情に厚い性格。
谷（たに）
遠山高校1年3組の担任教師。何かと反抗的な紅童を目の敵とし、体罰を繰り返していた。生徒指導の担当で、生徒指導室にパイプ、竹刀、バール、バリカンなどを備え、部屋を体罰室として使用している。紅童を必要以上に嫌がらせをするが、それを見て堪忍袋の緒が切れた鈴木によって殴られる。その後は、鈴木を体罰室に連れて彼を滅多打ちにするも、七海の策略によって自分の癖を押し付けるという勘違いを周囲に思わせてしまい、逮捕されるという因果応報となった。

### 陽の出高校
瀬川 素張（せがわ すばる）
大人党が遺伝子的な相性で決めた朱梨の恋人。

## 用語
リビドー
強いストレスにさらされた人間が目覚める異能の力。思春期の子供に発現する傾向がある。
ガレージキッド
リビドーに目覚めた子供たちで結成された反大人党のレジスタンス。国家転覆を目論み活動している。通称「ガレキ」。
大人党
四木大和を内閣総理大臣とした政党。2020年に政権を奪取した。国民をランク付けして競争意識を植え付け、「人の上に立てることこそ幸せ」という偏った上昇志向を植え付けた。
遠山高校
茨城県日立市にある男女共学の高等学校。学校内にガレージキッド第5支部が存在する。新政策「遺伝子検査」の試験運用が行われた。紅童衛児たちが通う学校。
陽の出学園
月野朱梨が転校した東京の高校。大人大学所属。官僚や大企業の子息、将来を約束された子供だけが入学できる大人党傘下のAランク高校。

## 反響
本作の連載が開始されると、かなり注目が集まっていた。木村の絵や作品の設定、世界観などが読者から大好評であった。連載終了時には、木村に対して次回作への期待や労いの声が寄せられた。しかし一部では、多様性を否定する文言が多く見られたことやその解消の遅さから、酷評する意見もネット上では散見された。

## 書誌情報
- 木村勇治『U19』集英社〈ジャンプ・コミックス〉、全3巻
  1. 2017年6月2日発売[6][7]、ISBN 978-4-08-881177-2
  2. 2017年8月4日発売[8]、ISBN 978-4-08-881196-3
  3. 2017年8月4日発売[9]、ISBN 978-4-08-881215-1